# Dorfkirche Klietznick

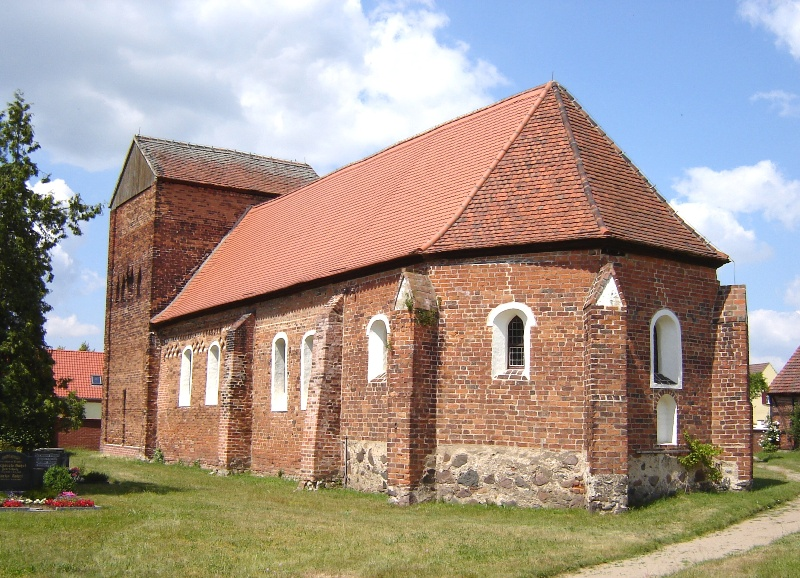
Evangelische Kirche von Klietznick

Die Dorfkirche Klietznick ist ein evangelisches Kirchengebäude in Klietznick, einem Ortsteil der Stadt Jerichow im Landkreis Jerichower Land in Sachsen-Anhalt. Sie gehört zum Pfarrbereich Jerichow im Kirchenkreis Stendal der Evangelischen Kirche in Mitteldeutschland.

## Geschichte
Die Entstehung der Kirche reicht bis an den Beginn des 13. Jahrhunderts zurück. Sie gliedert sich in das Kirchenschiff aus der Zeit der Romanik, den frühgotischen Westquerturm und den spätgotischen Altarraum. Der gesamte Bau wurde aus Backsteinen errichtet, wobei der Altarraum auf einem Feldsteinfundament ruht. Die heutige Form erhielt die Kirche mit dem im 15. Jahrhundert errichteten dreiseitigen Altarraum. Der Turm hatte allerdings bis 1859 ein Fachwerkobergeschoss, das nach einem Brand durch ein quergerichtetes Satteldach ersetzt wurde. Im westlichen Teil ist das Kirchenschiff mit dem Deutschen Band sowie mit Rauten- und Konsolfriesen verziert. Im Innern sind Kirchenschiff und Altarraum durch einen so genannten Triumphbogen getrennt, das 14,60 × 6,55 Meter große Schiff ist mit einer flachen Decke versehen. An der Westwand wurde eine in barocken Formen gehaltene Empore angebracht. Der kelchförmige Taufstein aus Sandstein stammt aus der Zeit der Spätromanik. Die mehrseitige auf einer Stütze ruhende hölzerne Kanzel mit ihren gedrechselten Ecksäulen wurde 1720 gefertigt. Die Orgel wurde 1875 von Orgelbaumeister August Troch aus Neuhaldensleben gebaut. Sie wurde 1998 durch den Orgelbaumeister Jörg Dutschke aus Salzwedel-Dambeck erneuert. An der Westseite des Triumphbogens wurden 1997 Reste von spätromanischen Wandmalereien entdeckt, welche die Kreuzigung und Grablegung von Christus darstellen. Die Kirche besitzt eine Bronzeglocke, die 1860 in Laucha gegossen wurde, nachdem das ursprüngliche Geläut dem Brand von 1859 zum Opfer gefallen war.